# Gaswagen
De gaswagen was een door Duitsland en de Sovjet-Unie gebruikte massamoordmethode.

## Duitsland
Als gevolg van de moordpartijen in 1940 en 1941 waarbij de Duitsers de slachtoffers doodschoten, kregen veel soldaten psychische problemen. Arthur Nebe kreeg de taak toegewezen om op zoek te gaan naar een methode waarbij de militairen minder te lijden hadden onder de moordpartijen. Hij had in 1940 in Oost-Pruisen al experimenten uitgevoerd met gaswagens waarbij geestelijk gehandicapten werden omgebracht.
De slachtoffers werden in de luchtdichte laadruimte van de gaswagen gedreven, waarna de laaddeuren werden gesloten. De uitlaat van de wagen was via een doorvoer aan de bodem van de laadruimte gekoppeld. De gaswagen reed naar de begraafplaats of het crematorium terwijl de uitlaatgassen van het voertuig de laadruimte binnendrongen. De gevangenen stierven door koolmonoxide en verstikking. 
De gaswagens werden voornamelijk ingezet in het vernietigingskamp Chełmno, maar ook in andere delen van de door Duitsland veroverde gebieden. De gaswagens bleven in gebruik totdat de gaskamers werden ontwikkeld. Deze manier van vergassen was stukken efficiënter, er konden 3000 mensen worden vergast per dag. 
Het plan is bedacht door Reichsführer-SS Heinrich Himmler en hoofd van de RSHA Reinhard Heydrich. Ook hielpen de chemici Albert Widdman en August Becker, SS-Sturmbannführer Herbert Lange en SS-Obersturmbannführer Walter Rauff mee.